# Schoenus variicellae
Schoenus variicellae là loài thực vật có hoa trong họ Cói. Loài này được Rye miêu tả khoa học đầu tiên năm 1997.